# Aurélie Muller
Aurélie Muller (Sarreguemines, 7 juni 1990) is een Frans zwemster. In 2015 werd zij wereldkampioene op de 10km Open Water, op de 25 kilometer werd ze vierde en viel ze net buiten de medailles. 
In 2006 werd ze in Rio de Janeiro al wereldkampioene bij de jeugd op de 1500 meter vrije slag. In 2008 kwalificeerde ze zich voor de Olympische Spelen in Peking, waar ze de eenentwintigste plek behaalde in een veld van 24 deelneemsters. 